# Hidetoshi Nakata
Ne pas confondre avec le footballeur japonais Hitoshi Nakata.
Hidetoshi Nakata (中田 英寿, Nakata Hidetoshi), né le 22 janvier 1977 à Kōfu (Préfecture de Yamanashi, Japon), est un footballeur international japonais, évoluant au poste de milieu de terrain.
Sélectionné à 78 reprises en équipe du Japon de 1997 à 2006, il réalise la majeure partie de sa carrière en Italie. Il est au cours de sa carrière un des joueurs d'Asie les plus célèbres. Le 3 juillet 2006, à 29 ans, Nakata met un terme à sa carrière de footballeur professionnel.
Hidetoshi Nakata est nommé dans le FIFA 100, liste des 125 meilleurs joueurs de tous les temps établie par Pelé pour les 100 ans de la FIFA en 2004 ; il est le seul joueur japonais de cette liste.

## Biographie

### Les débuts
Né en 1977, Nakata s'est révélé très tôt comme un phénomène du ballon rond, trouvant sa place en sélection japonaise dans chaque catégorie d'âge. Nakata a éclaté sur la scène internationale au Championnat du monde des moins de 17 ans 1993. Deux ans plus tard, il signe son premier contrat professionnel, en J-League (championnat du Japon de première division). En 1996, alors âgé de 19 ans, il crève l'écran au Tournoi olympique de football d'Atlanta, qui marque le retour des Japonais sur la scène olympique, après une traversée du désert de 28 ans. L'équipe du Japon bat alors le Brésil 1-0 en phase de groupes.

### Nakata en Europe
Le talent de Nakata lui a permis de devenir l'un des joueurs asiatiques les plus prisés d'Europe. En 1998, il signe avec Pérouse, club italien de Serie A. La nouvelle recrue fait immédiatement la différence, inscrivant dix buts lors de sa première saison. Il rejoint ensuite la Roma, pour une indemnité de transfert avoisinant les 18 M€. Bien qu'il y joue peu, il remporte avec Francesco Totti et Gabriel Batistuta le Scudetto, le titre de champion d'Italie, tandis que sa présence permet au club de se faire connaitre en Asie.
Après son séjour romain, le numéro 10 japonais prend la direction de Parme, puis de Bologne, et enfin de la Fiorentina. Sa dernière saison parmi l'élite européenne l'emmènera du côté de Bolton, en Premiership anglaise.

### Nakata en équipe nationale
Quand il arrive en Italie en 1998, Nakata est déjà titulaire incontesté en sélection nationale. Le baptême des Japonais dans l'épreuve reine marque également la première des trois participations de Nakata à l’évènement mondial.
Lors de la Coupe des confédérations 2001, co-organisé dans son pays natal, Nakata se fait remarquer en quittant sa sélection après l'avoir qualifiée pour la finale en transformant un coup franc contre l'Australie (1-0). Il retourne ainsi dans son club de l'AS Rome pour disputer un match décisif pour remporter le titre de champion.
Lors de la coupe du monde Corée/Japon 2002, Nakata devient meneur de jeu et le Japon enregistre ses premiers succès (7 points avec 2 victoires et 1 match nul au premier tour) dans le grand tournoi mondial. Cela permet au coorganisateur de l'épreuve d'atteindre le deuxième tour pour la première fois de son histoire. Au moment de prendre sa retraite, le milieu de terrain totalise 77 sélections, pour 11 buts marqués.
Finalement, c'est lors du troisième et ultime match du Japon dans le Groupe F, en Allemagne 2006, que Nakata quitte l'équipe nationale. L'adversaire est alors le Brésil de Carlos Alberto Parreira et sa constellation de stars. Malheureusement pour le héros sur le départ, la Seleção ne fait aucun sentiment, écrasant les hommes de Zico sur le score de 4-1. Ces derniers voient ainsi s'envoler leurs espoirs d'atteindre les huitièmes de finale.
Sur les dix matches disputés par son pays en Coupe du monde de football de la FIFA (en France 1998, Corée/Japon 2002 et Allemagne 2006), l'ancien joueur de la Fiorentina et de l'AS Rome est le seul représentant du pays du Soleil levant à avoir participé à toutes les rencontres.

### Reconversion
Auteur de saisons pleines en Europe, Hideotoshi Nakata surprend la presse et ses supporteurs en annonçant sa retraite à seulement 29 ans, le 3 juillet 2006.
Nakata parle plusieurs langues, dont l'italien, l'anglais, l'espagnol et le portugais, mais aussi le français. Il est également un homme d'affaires, responsable du marketing pour une société de confiserie
L'annonce de sa retraite est tombée sur son site officiel, dans un article intitulé « Vivre c'est voyager, voyager c'est vivre » dans lequel il écrit : « Il y a environ six mois que j'ai pris ma décision. Je savais que la Coupe du monde serait mon chant du cygne »,.
Zico, sélectionneur du Japon lors de la Coupe du monde de football de 2006 en Allemagne, a réagi à la retraite de Nakata sur son propre site Internet : « Le départ d'un joueur de son calibre est forcément une grosse perte pour l'équipe nationale. Sincèrement, je suis convaincu qu'il pourrait encore jouer au plus haut niveau pendant quelques années, mais je comprends sa décision. C'est un choix très personnel et il faut le respecter. Il aura toujours mon soutien, je lui adresse tous mes vœux de succès pour ses futures entreprises. »
En mars 2010, il organise sur internet une vente aux enchères au profit des victimes du séisme à Haïti. Il récoltera 1 million d'euros pour une paire de chaussures utilisée durant le Mondial 2006.

## Dans la culture populaire
Des dessins animés ou des jeux vidéo axés sur le football font références à Hidetoshi Nakata.
Dans Inazuma Eleven saison 3, un joueur se nomme Hide Nakata, un diminutif de Hidetoshi Nakata. Il fait partie d'Orphée, la sélection italienne en référence à sa carrière italienne et occupe le même poste (milieu de terrain).
Dans le jeu vidéo Inazuma Eleven 2 (Tempête de glace ou Tempête de feu), un personnage à débloquer et surnommé "le joueur légendaire" porte le nom de Hidetoshi Nakata, il est également milieu de terrain.
Dans le dessin animé Victory Kickoff, Hidetoshi Nakata est cité en exemple comme l'un des meilleurs joueurs du monde.
Il est également disponible en tant qu'icône légendaire dans le jeu de football à partir du jeu FiFA 19 en mode Ultimate Team.

## Statistiques
| Saison                | Club                       | Championnat           | Championnat | Championnat | Coupe nationale | Coupe nationale | Coupe de la Ligue | Coupe de la Ligue | Supercoupe | Supercoupe | Compétition(s) continentale(s) | Compétition(s) continentale(s) | Compétition(s) continentale(s) | Japon | Japon | Total | Total |
| Saison                | Club                       | Division              | M.          | B.          | M.              | B.              | M.                | B.                | M.         | B.         | Comp.                          | M.                             | B.                             | M.    | B.    | M.    | B.    |
| 1995                  | Shonan Bellmare            | J. League             | 26          | 8           | 2               | 1               | -                 | -                 | 1          | 0          | C2                             | 6                              | 1                              | -     | -     | 35    | 10    |
| 1996                  | Shonan Bellmare            | J. League             | 26          | 2           | 3               | 0               | 12                | 2                 | -          | -          | C2                             | 3                              | 0                              | -     | -     | 44    | 4     |
| 1997                  | Shonan Bellmare            | J. League             | 21          | 3           | 3               | 0               | 6                 | 1                 | -          | -          | -                              | -                              | -                              | 16    | 5     | 46    | 9     |
| 1998                  | Shonan Bellmare            | J. League             | 12          | 3           | -               | -               | -                 | -                 | -          | -          | -                              | -                              | -                              | 11    | 3     | 23    | 6     |
| 1998-1999             | AC Pérouse                 | Serie A               | 33          | 10          | 0               | 0               | -                 | -                 | -          | -          | -                              | -                              | -                              | 5     | 0     | 38    | 10    |
| 1999-2000             | AC Pérouse                 | Serie A               | 15          | 2           | 4               | 1               | -                 | -                 | -          | -          | CI                             | 3                              | 1                              | -     | -     | 22    | 4     |
| 1999-2000             | AS Rome                    | Serie A               | 15          | 3           | 1               | 0               | -                 | -                 | -          | -          | C3                             | 2                              | 0                              | 4     | 0     | 22    | 3     |
| 2000-2001             | AS Rome                    | Serie A               | 15          | 2           | 0               | 0               | -                 | -                 | -          | -          | C3                             | 7                              | 1                              | 7     | 1     | 29    | 4     |
| 2001-2002             | AC Parme                   | Serie A               | 24          | 1           | 6               | 2               | -                 | -                 | -          | -          | C3                             | 8                              | 1                              | 8     | 2     | 46    | 6     |
| 2002-2003             | AC Parme                   | Serie A               | 31          | 4           | 2               | 0               | -                 | -                 | 1          | 0          | C3                             | 4                              | 0                              | 7     | 1     | 45    | 5     |
| 2003-2004             | AC Parme                   | Serie A               | 12          | 0           | 2               | 0               | -                 | -                 | -          | -          | C3                             | 4                              | 1                              | 5     | 0     | 23    | 1     |
| 2003-2004             | Bologne FC (prêt)          | Serie A               | 17          | 2           | 0               | 0               | -                 | -                 | -          | -          | -                              | -                              | -                              | 2     | 0     | 19    | 2     |
| 2004-2005             | ACF Fiorentina             | Serie A               | 20          | 0           | 3               | 0               | -                 | -                 | -          | -          | -                              | -                              | -                              | 6     | 0     | 29    | 0     |
| 2005-2006             | Bolton Wanderers FC (prêt) | Premier League        | 21          | 1           | 3               | 0               | 2                 | 0                 | -          | -          | C3                             | 6                              | 0                              | 10    | 1     | 42    | 2     |
| Total sur la carrière | Total sur la carrière      | Total sur la carrière | 288         | 41          | 29              | 4               | 20                | 3                 | 2          | 0          | -                              | 43                             | 5                              | 78    | 11    | 460   | 64    |

## Palmarès

### En club
- Vainqueur de la Coupe d'Asie des vainqueurs de coupe en 1996 avec le Bellmare Hiratsuka
- Finaliste de la Supercoupe d'Asie en 1996 avec le Bellmare Hiratsuka
- Finaliste de la Supercoupe du Japon en 1995 avec le Bellmare Hiratsuka
- Champion d'Italie en 2001 avec l'AS Rome
- Vainqueur de la Coupe d'Italie en 2002 avec le Parme AC
- Finaliste de la Supercoupe d'Italie en 2002 avec le Parme AC

### Avec l'équipe du Japon
- Finaliste de la Coupe des confédérations en 2001
- Vainqueur de la Coupe d'Asie de l'Est en 1998
- Vainqueur de la Coupe Kirin en 1997
- Vainqueur du Championnat d'Asie des moins de 19 ans en 1994
- Participation à la Coupe du monde en 1998 (Premier Tour), en 2002 (1/8 de finaliste) et 2006 (Premier Tour)
- Participation à la Coupe des confédérations en 2001 (Finaliste), en 2003 (Premier Tour) et 2005 (Premier Tour)
- Participation aux Jeux olympiques en 1996 (1/4 de finaliste) et 2000 (1/4 de finaliste)

## Distinctions personnelles
- Élu Footballeur asiatique de l'année en 1997 et 1998
- Élu troisième Footballeur asiatique de l'année en 1999
- Élu meilleur joueur de la Coupe d'Asie de l'Est en 1998
- Élu sportif de l'année japonais en 1997
- Élu meilleur joueur japonais de l'année en 1997
- Élu Ballon de bronze du meilleur joueur de la Coupe des confédérations en 2001
- Membre de l'équipe type de la Coupe du monde 2002
- Membre de l'équipe type de la Coupe des confédérations en 2001
- Membre de l'équipe type asiatique de l'année de l'AFC en 1997, 1998 et 1999
- Membre de l'équipe type du championnat du Japon en 1997
- Membre de l'équipe type du 20è anniversaire du J-League en 2013
- Élu chevalier de l'Ordre du Mérite de la République italienne en 2006
- Élu chevalier de l'Ordre de l'étoile de la solidarité italienne en 2005
- Élu parmi les "légendes" par Golden Foot en 2014
- Élu Footballeur de légende en 2016 par l'IFFHS
- Élu "Prix des Sports Asahi" en 2006
- Nommé au FIFA 100 en 2004